# Preguiça (São Nicolau)
Preguiça (deutsch: „Faulheit“) ist ein Dorf auf der Insel São Nicolau von Kap Verde. Der Ort liegt an der Südküste der Insel im concelho Ribeira Brava.

## Geografie
Preguiça liegt an der Südostküste der Insel, genau südlich des Hauptortes Ribeira Brava an der Bucht Baía de São Jorge und gehört zur Gemeinde (Freguesia) Nossa Senhora do Rosário. Nördlich des Ortes befindet sich der Inselflughafen Preguiça Airport (GVSN, SNE).

## Klima
Preguiça verfügt über ein mildes ozeanisches Klima. Es ist warm und trocken und wird vom Nordostpassat bestimmt. Das Klima ist durch geringe Temperaturunterschiede zwischen Tag und Nacht (meist um 5 °C) und durch ganzjährig relativ hohe Luftfeuchtigkeit (um 70 %) gekennzeichnet. Die Tagestemperaturen liegen das ganze Jahr zwischen 23 und 30 °C. Der Boden ist überall sehr trocken.